# Gare d’Ay
Gare d’Ay vasútállomás Franciaországban, Ay településen.

## Vasútvonalak
Az állomást az alábbi vasútvonalak érintik:
- Épernay–Reims-vasútvonal

## Kapcsolódó állomások
A vasútállomáshoz az alábbi állomások vannak a legközelebb:
- Gare d’Épernay
- Gare d’Avenay